# Venn-diagram
Venn-diagrammer er illustrationer som bruges i den gren af matematikken som kaldes mængdelære.
Venn-diagrammer er udviklet af den britiske matematiker og filosof John Venn (1834-1923), og de anvendes til at vise de matematiske eller logiske sandsynligheder mellem forskellige grupper af ting (mængder).
Et Venn-diagram viser alle de logiske forbindelser mellem mængderne, hvorimod de lignende og tidligere udviklede Euler-diagrammer (udviklet af Leonhard Euler) ikke behøver at vise alle forbindelser.